# Oswald Achenbach
Oswald Achenbach (født 2. februar 1827 i Düsseldorf, død 1. februar 1905 sammesteds) var en tysk landskabsmaler. Han var bror til Andreas Achenbach og elev af denne.
I et par år studerede Achenbach ved Kunstakademiet i Düsseldorf. Achenbach vandt snart et anset navn for sine italienske landskabsmalerier med stærke lysvirkninger og virkningsfuldt anbragt staffage. De fremstiller ofte Mellem- og Syditaliens Klostre og villaer (Villa d’Este, Torre del Greco, Måneskinsnat ved Neapel, Villa Torlonia etc.), sete i effektfuld måneskins- eller solnedgangsbelysning. 1863-72 var han ansat som lærer i landskabsmaleri ved Düsseldorf-Akademiet. Achenbach har også udført litografier. Nasjonalgalleriet i Oslo ejer et maleri af ham.